# Shap
Shap est un village et une paroisse civile du Cumbria, en Angleterre.